# Karl-Heinz Muddemann
Karl-Heinz Muddemann (* 15. Januar 1950 in Holzwickede) ist ein ehemaliger deutscher Radrennfahrer.

## Sportliche Laufbahn
Muddemann hatte bereits im Alter von 20 Jahren den größten Erfolg seiner Laufbahn. Er gewann die Gesamtwertung der Internationalen Rheinland-Pfalz-Rundfahrt 1970, ohne eine der zehn Etappen gewonnen zu haben. Zum Ende der Saison wurde er Berufsfahrer, sein erstes Team war die belgische Mannschaft Flandria-Mars, in der Roger de Vlaeminck Kapitän war. Ein Jahr später wechselte er zum deutschen Team Ha–Ro, das noch 1973 in das Team Rokado integriert wurde. 1972 wurde er Vize-Meister im Straßenrennen hinter Wilfried Peffgen und bestritt die Tour de France. Er beendete die Tour in Paris als 52. des Gesamtklassements. Mit dem zweiten Platz bei Großen Preis von Gippingen konnte er eine weitere vordere Platzierung erreichen. 1971 fuhr er die Vuelta a España, die er als 55. beendete. 1972 wurde er 13. bei den UCI-Straßen-Weltmeisterschaften und damit bester deutscher Fahrer. 
Viermal startete er bei der Tour de Suisse, der 34. Platz 1972 war das beste Resultat.